# Fussball Club Südtirol 2005-2006
Questa pagina raccoglie le informazioni riguardanti il Fussball Club Südtirol nelle competizioni ufficiali della stagione 2005-2006.

## Stagione
Nella stagione 2005-2006 il Südtirol ha disputato il girone A del campionato di Serie C2, ottenendo il quarto posto in classifica con 55 punti, ed è stato battuto in semifinale playoff dall'Ivrea. Il torneo è stato vinto con 66 punti dal Venezia che ha ottenuto la promozione diretta in Serie C1, la seconda promossa è stata l'Ivrea che ha vinto i playoff.

## Divise e sponsor
Le divise, fornite da Sportika, sono molto simili a quelle delle quattro stagioni precedenti: le variazioni consistono nella riadozione di tinte spezzate tra maglia e pantaloncini e nell'assenza di risvolti a contrasto sulle maniche. Confermati in blocco gli sponsor Duka, Südtirol ("marchio ombrello" territoriale), Würth e Birra Forst.
| Casa | Trasferta |

## Rosa
| N. |                   | Ruolo | Calciatore           |
| -- | ----------------- | ----- | -------------------- |
|    | Italia (bandiera) | C     | Michael Bacher       |
|    | Italia (bandiera) | A     | Thomas Bachlechner   |
|    | Italia (bandiera) | C     | Marco Benvenuto      |
|    | Italia (bandiera) | D     | Hans Rudi Brugger    |
|    | Italia (bandiera) | D     | Fabio Buscaroli      |
|    | Italia (bandiera) | A     | Massimiliano Caputo  |
|    | Italia (bandiera) | D     | Gianpaolo Castorina  |
|    | Italia (bandiera) | C     | Michael Cia          |
|    | Italia (bandiera) | A     | Massimiliano Dalpiaz |
|    | Italia (bandiera) | A     | Stefano Ghirardello  |
|    | Italia (bandiera) | D     | Mirco Giorgi         |
|    | Italia (bandiera) | D     | Paolo Goisis         |

| N. |                   | Ruolo | Calciatore          |
| -- | ----------------- | ----- | ------------------- |
|    | Italia (bandiera) | D     | Andrea Guerra       |
|    | Italia (bandiera) | P     | Denis Iardino       |
|    | Italia (bandiera) | D     | Hannes Kiem         |
|    | Italia (bandiera) | D     | Marcello Koffi Teya |
|    | Italia (bandiera) | A     | Giuseppe Le Noci    |
|    | Italia (bandiera) | C     | Luca Lomi           |
|    | Italia (bandiera) | C     | Gianfranco Nardi    |
|    | Italia (bandiera) | C     | Adriano Panepinto   |
|    | Italia (bandiera) | C     | Manuel Scavone      |
|    | Italia (bandiera) | P     | Andrea Servili      |
|    | Italia (bandiera) | A     | Massimo Spagnolli   |
|    | Italia (bandiera) | D     | Antonio Stendardo   |

## Risultati

### Campionato

#### Girone di andata
| 28 agosto 2005 1ª giornata | Casale | 0 – 1 | Südtirol |  |

| 4 settembre 2005 2ª giornata | Südtirol | 3 – 1 | Venezia |  |

| 11 settembre 2005 3ª giornata | Pro Vercelli | 0 – 0 | Südtirol |  |

| 18 settembre 2005 4ª giornata | Südtirol | 1 – 0 | Cuneo |  |

| 25 settembre 2005 5ª giornata | Südtirol | 1 – 1 | Lecco |  |

| 2 ottobre 2005 6ª giornata | Sanremese | 0 – 1 | Südtirol |  |

| 9 ottobre 2005 7ª giornata | Südtirol | 3 – 0 | Pergocrema |  |

| 16 ottobre 2005 8ª giornata | Ivrea | 0 – 0 | Südtirol |  |

| 23 ottobre 2005 9ª giornata | Südtirol | 1 – 0 | Montichiari |  |

| 30 ottobre 2005 10ª giornata | Valenzana | 4 – 3 | Südtirol |  |

| 6 novembre 2005 11ª giornata | Südtirol | 2 – 2 | Bassano Virtus |  |

| 13 novembre 2005 12ª giornata | Portogruaro-Summaga | 1 – 1 | Südtirol |  |

| 27 novembre 2005 13ª giornata | Legnano | 0 – 1 | Südtirol |  |

| 4 dicembre 2005 14ª giornata | Südtirol | 2 – 1 | Olbia |  |

| 11 dicembre 2005 15ª giornata | Jesolo | 1 – 1 | Südtirol |  |

| 18 dicembre 2005 16ª giornata | Südtirol | 1 – 1 | Carpenedolo |  |

| 21 dicembre 2005 17ª giornata | Biellese | 1 – 2 | Südtirol |  |

#### Girone di ritorno
| 8 gennaio 2006 18ª giornata | Südtirol | 3 – 1 | Casale |  |

| 15 gennaio 2006 19ª giornata | Venezia | 2 – 0 | Südtirol |  |

| 22 gennaio 2006 20ª giornata | Südtirol | 1 – 0 | Pro Vercelli |  |

| 29 gennaio 2006 21ª giornata | Cuneo | 1 – 0 | Südtirol |  |

| 5 febbraio 2006 22ª giornata | Lecco | 1 – 0 | Südtirol |  |

| 12 febbraio 2006 23ª giornata | Südtirol | 2 – 2 | Sanremese |  |

| 19 febbraio 2006 24ª giornata | Pergocrema | 1 – 0 | Südtirol |  |

| 26 febbraio 2006 25ª giornata | Südtirol | 0 – 1 | Ivrea |  |

| 12 marzo 2006 26ª giornata | Montichiari | 0 – 1 | Südtirol |  |

| 19 marzo 2006 27ª giornata | Südtirol | 0 – 0 | Valenzana |  |

| 26 marzo 2006 28ª giornata | Bassano Virtus | 0 – 0 | Südtirol |  |

| 2 aprile 2006 29ª giornata | Südtirol | 1 – 1 | Portogruaro-Summaga |  |

| 9 aprile 2006 30ª giornata | Südtirol | 1 – 0 | Legnano |  |

| 15 aprile 2006 31ª giornata | Olbia | 1 – 2 | Südtirol |  |

| 23 aprile 2006 32ª giornata | Südtirol | 0 – 0 | Jesolo |  |

| 30 aprile 2006 33ª giornata | Carpenedolo | 3 – 1 | Südtirol |  |

| 7 maggio 2006 34ª giornata | Südtirol | 0 – 1 | Biellese |  |